# Prolapso da válvula mitral
Prolapso de válvula mitral, também conhecido como síndrome de Barlow, válvula mitral flexível, síndrome do click sistólico e válvula mitral mixomatosa, é caracterizado pela incapacidade da válvula mitral de impedir retorno de sangue do ventrículo esquerdo para o átrio esquerdo. Essa insuficiência mitral gera um ruído cardíaco durante a contração do ventrículo (sopro mesossistólico), audível com um estetoscópio. 

## Epidemiologia
Apenas análise clínica e ausculta cardíaca resultou em um grande número de  falsos positivos, dando a impressão de que 15% da população possuía esse problema. Análises e critérios mais precisos permitiram estimar que ocorre apenas em 2 a 3% da população. É mais comum em idosos. Em uma pesquisa americana com autópsias, 7% dos cadáveres provavelmente tinham prolapso mitral.

## Causa

A válvula mitral (7) permite retorno sanguíneo do ventrículo esquerdo (9) para o átrio esquerdo (2).

Na maioria dos casos, a causa é primária, ou seja, localizada primeira e unicamente na válvula mitral. Pode ser por um crescimento anormal de uma das cúspides 
Em outros casos, essa alteração é secundária a outras doenças cardíacas (como febre reumática, infarto). Pode também ocorrer após cirurgia valvular.
A válvula mitral situa-se entre o átrio esquerdo (câmara superior) e o ventrículo esquerdo (câmara inferior) e constitui-se de dois folhetos que normalmente se abrem e fecham de maneira coordenada para permitir o fluxo do sangue somente num sentido (do átrio para o ventrículo). O ventrículo esquerdo impulsiona o sangue rico em oxigênio para as artérias,distribuindo-o assim por todo o corpo. Nos pacientes portadores de prolapso de válvula mitral, um ou ambos os folhetos (normalmente o posterior) ou os músculos papilares e suas cordoalhas são demasiadamente longos ou ocorre o aumento do anel valvular. Através do ecocardiograma, um exame de imagem, é possível evidenciar a alteração valvular.

## Sinais e sintomas
Os sintomas mais comuns são:
- Dor no peito;
- Tontura;
- Fadiga;
- Palpitações;
- Falta de ar (geralmente ao deitar ou após exercícios).

## Diagnóstico
Durante a ausculta cardíaca, ouve-se um som de estalo (o chamado click mesossistólico) logo após o início da contração do ventrículo. Isso ocorre por causa da pressão exercida sobre os folhetos anormais da válvula mitral durante a sístole (contração do ventrículo). Se houver regurgitação mitral associada (refluxo de sangue para o átrio esquerdo pelo fechamento inadequado da válvula) um sopro pode ser auscultado logo após o click.  
Eventualmente, o prolapso da válvula mitral pode estar associado à doença de Graves e a alguns transtornos do tecido conectivo, especialmente a síndrome de Marfan ou à síndrome de Ehlers-Danlos, osteogênese imperfeita ou, ainda, à poliquistose renal.

## Complicações
Caso o retorno de sangue aumente, seja porque uma das cordas tendinosas rompeu, as cúspides que abrem e fecham a válvula mitral fiquem mais desproporcionais ou a parede ventricular bombeie com menos eficiência, pode passar a ser um caso de regurgitação mitral, uma condição mais grave e com maior risco de formar coágulos e arritmia cardíaca.
Pacientes com prolapso da válvula mitral também tem risco aumentado de desenvolver endocardite de 3 a 8 vezes maior que o resto da população.

## Tratamento

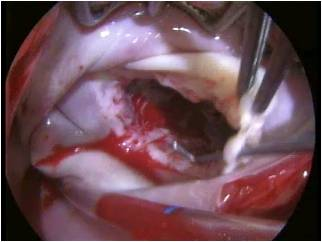
Vista pre-operatória de uma válvula mitral ineficiente.

É raro que se torne uma condição grave e casos leves ou em remissão podem não requerer tratamento. Os paciente com prolapso de válvula mitral e sintomas desautonômicos (dor no peito ou arritmias) podem beneficiar-se de  betabloquadores, como o propranolol. 
Em alguns poucos casos, quando o prolapso da válvula mitral está associado com regurgitação mitral grave, pode ser necessário o reparo ou a troca valvular. Em geral,  o reparo cirúrgico é prefererível à troca. As diretrizes atuais da ACC/AHA (American College of Cardiology/ American Heart Association) recomendam o reparo da válvula mitral antes que surjam sintomas de insuficiência cardíaca. Pacientes sintomáticos, com evidência de redução da funcão do ventrículo esquerdo ou com dilatação do ventrículo esquerdo necessitam de atenção urgente.
Pacientes que sofreram com coágulos podem se beneficiar do uso de anticoagulantes como aspirina. Antibióticos podem ser recomendados para prevenir endocardite em caso de cirurgias, inclusive as dentárias.